# Arenas Gordas
Arenas Gordas är en strand i Spanien.   Den ligger i provinsen Provincia de Huelva och regionen Andalusien, i den sydvästra delen av landet, 500 km sydväst om huvudstaden Madrid.